# Primavera en la isla de los leprosos
Primavera en la isla de los leprosos (en japonés: 小島の春, romanizado: Kojima no haru, lit. 'Primavera en una pequeña isla') es una película dramática japonesa de 1940 dirigida por Shirō Toyoda y escrita por Yasutarō Yagi. Está basada en las memorias de Masako Ogawa, una médica japonesa especializada en el tratamiento de la lepra. Los historiadores del cine la destacan por su temática humanista y compasiva en contraste con la política cinematográfica nacional militarista de la época.

## Sinopsis
La señora Koyama, una joven doctora que trabaja en el sanatorio Aiseien de Nagashima, recorre las islas del mar interior de Seto para convencer a los enfermos de lepra de que se trasladen al sanatorio, donde podrán recibir tratamiento y vivir junto con otras personas afectadas por la enfermedad. Muchos pacientes y sus familiares se muestran reacios a trasladarse; mientras que el padre de familia, Yokogawa, sigue intentando trabajar para mantener a su mujer y a sus hijos, otros se esconden en las casas de sus familiares o en chabolas abandonadas. Al final, Yokogawa cede al consejo del médico y la acompaña hasta el sanatorio. Su hijo Kenzo, triste y enfadado, observa su partida en barco desde el puerto de la isla.

## Reparto
- Shizue Natsukawa como la Sra. Koyama
- Ichirō Sugai como Yokogawa
- Haruko Sugimura como la esposa de Yokogawa
- Yōtarō Katsumi como el alcalde
- Kan Hayashi como Horiguchi
- Yuriko Hanabusa como la esposa de Horiguchi
- Fudeko Tanaka como la casera
- Meiko Nakamura como Kiyoko
- Ken Mitsuda como Miyata
- Misako Shimizu como Toshi
- Shiro Mizutani como Kenzo

## Contexto histórico
La película cumplía con la política de salud pública de Japón y sus leyes de prevención de la lepra (ampliadas por última vez en 1931), que vieron la creciente segregación de los pacientes de lepra de sus comunidades, la creación de un número creciente de sanatorios donde fueron hospitalizados y el lanzamiento de la campaña conocida como «No hay pacientes de lepra en nuestra prefectura» (muraiken undō) que Ogawa promovió. La película recibió por ello una recomendación del Ministerio de Educación de Japón.

## Recepción y legado
En marzo de 1935, Tsutomu Shigemune, que había abandonado el estudio Shōchiku, fundó la productora independiente Tokyo Hassei. en la que también participaron el guionista Naoyuki Hatta, los directores Shirō Toyoda y Yutaka Abe, el actor Den Obinata y la actriz Yumeko Aizome. Este nuevo estudio producía películas ambiciosas, en particular películas del estilo bunga eiga (adaptaciones de obras puramente literarias) de autores como Shirō Toyoda.
Sobre está película estrenada en 1940, Tadao Satō escribió «por la conmoción que provoca su tema y por el humanismo que de él se desprende, por la belleza de los paisajes insulares y por la fuerza de su realismo que se acerca al documental», puede considerarse el buque insignia de una serie de películas producidas por Tokyo Hassei. La nueva productora ganó muchos premios pero luchó por mantener su equilibrio financiero y finalmente fue absorbida al año siguiente por Tōhō en 1941.

## Premios
- Premio Kinema Junpō a la mejor película para Shirō Toyoda en 1941.[3][12]